# Cantó de La Chapelle-d'Angillon
El cantó de La Chapelle-d'Angillon és un cantó francès del departament del Cher, situat al districte de Vierzon. Té 5 municipis i el cap és La Chapelle-d'Angillon.

## Municipis
- La Chapelle-d'Angillon
- Ennordres
- Ivoy-le-Pré
- Méry-ès-Bois
- Presly

## Història
| Data d'elecció                           | Identitat      | Partit        | Qualitat |
| ---------------------------------------- | -------------- | ------------- | -------- |
| 1945-1967                                | Pierre Blaisse | SFIO          |          |
| 1967-1979                                | M. Lureau      | Divers droite |          |
| 1979-1985                                | M. de Saporta  | UDF-CDS       |          |
| 1985-2004                                | Pierre Heuclin | Divers droite |          |
| 2004-                                    | David Dallois  | Divers droite |          |
| les dades anteriors no són pas conegudes |                |               |          |
|                                          |                |               |          |

## Demografia
| A partir de 1990: Població sense dobles comptes |